# Deutz D 160 06
 (mai 2025).
Le Deutz D 160 06 est un tracteur agricole construit en Allemagne par la firme Deutz AG.
Le tracteur, articulé à quatre roues motrices, d'une puissance de 160 ch DIN, n'est produit qu'entre 30 et 40 exemplaires entre 1969 et 1975.

## Historique

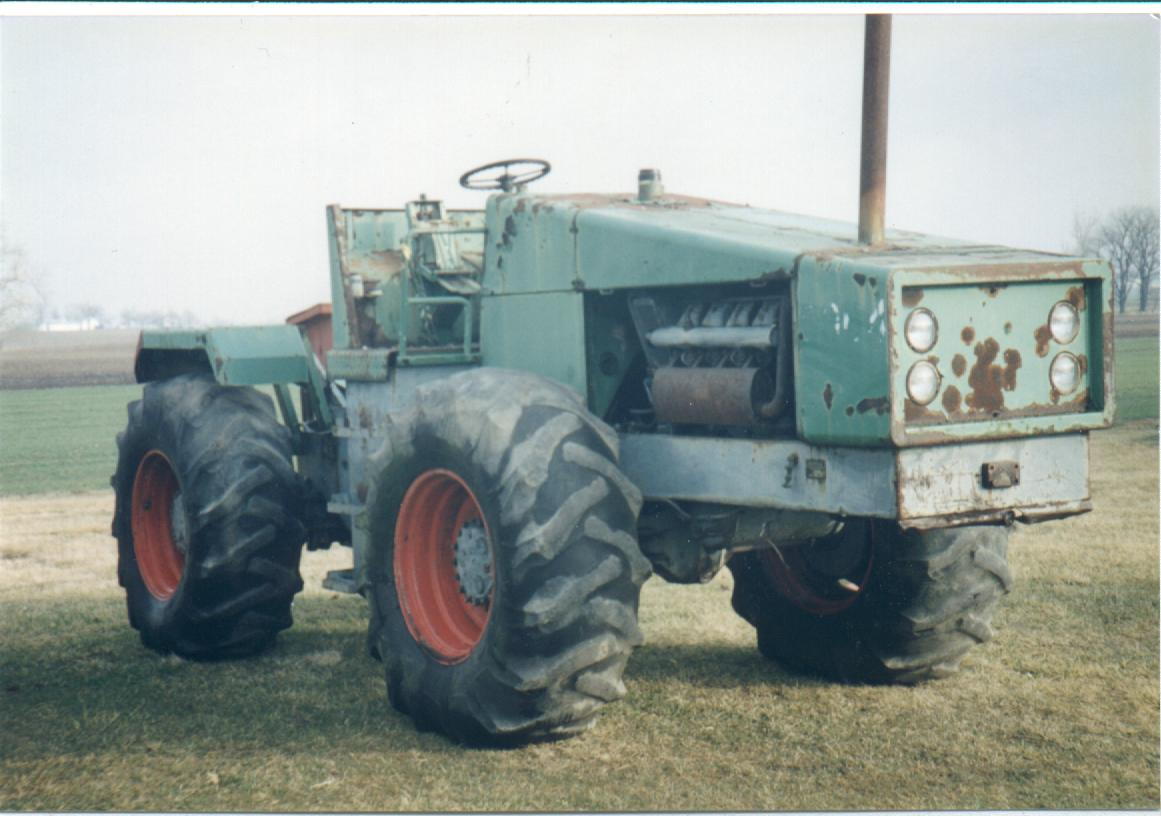
Deutz D 160 06 à capot plongeant.

Le Deutz 160 06 semble trouver son origine dans une demande de l'armée allemande pour un engin de manutention lourd. Deutz y répond en adaptant un chargeur sur pneus déjà en production. Les études pour l'adaptation à l'utilisation agricole semblent réduites au minimum ; le poste de conduite est retourné de manière à ce que le moteur se trouve désormais à l'avant. Le tracteur est destiné aux grandes plaines allemandes ainsi qu'aux exploitations de canne à sucre d'Amérique du Nord.
les premiers exemplaires produits possèdent un capot droit. Par la suite, l'esthétique est modifiée par l'adoption d'un capot plongeant.
Bien que le D 160 06 figure au catalogue de Deutz entre 1969 et 1975, il semble que les ventes se concentrent sur 1969 et 1979 ; entre 30 et 40 exemplaires seulement sont fabriqués, en comptant peut-être des prototypes. Le D 160 06 se révèle un échec commercial, à moins que Deutz ait simplement voulu en faire un produit d'image, remarquable par sa puissance et son gabarit, à défaut de l'être par ses performances.
Une version industrielle de ce tracteur, dénommée D 1600 et peinte en jaune, a aussi été construite, mais le nombre d'unités produites est inconnu.

## Caractéristiques

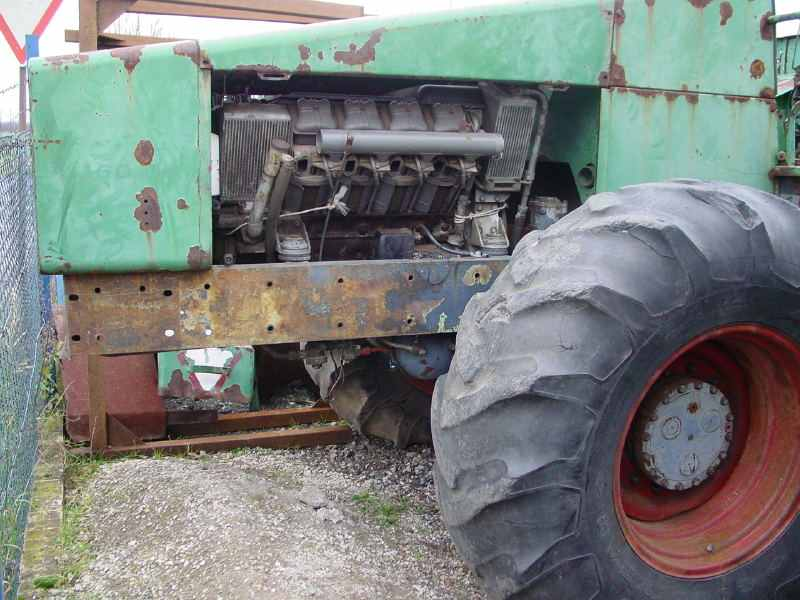
Gros plan sur le moteur.

Le Deutz 160 06 est un tracteur articulé à quatre roues motrices de taille identique. Il possède un moteur Diesel  à huit cylindres en V, non suralimenté mais d'une cylindrée totale de 11 290 cm3, délivrant une puissance de 160 ch DIN à 2 300 tr/min. Il est refroidi par air, comme souvent chez Deutz.
Le tracteur est équipé d'une transmission mécanique à quatre vitesses avant et une vitesse arrière, combinée avec un convertisseur de couple hydraulique. Cet ensemble confère au tracteur une vitesse maximale de 39 km/h mais, dans certains pays dont la France, une telle vitesse n'est pas autorisée pour les engins agricoles et le quatrième rapport de la boîte est bloqué, ramenant la vitesse de l'engin à 20 km/h. En outre, cette transmission absorbe 20 à 30 ch de la puissance du moteur.
L'engin ne possède pas de prise de force, ce qui le rend inapte à animer des outils rotatifs, et la puissance de son relevage est faible au regard de son gabarit : il est fait pour tirer des outils, ce qui limite le champ de son utilisation.
Le tracteur mesure 6,20 m de long et 3,20 m de haut ; son empattement est de 3,05 m. Aucune cabine n'est prévue pour abriter le conducteur ; des dispositifs artisanaux pallient cette lacune.
Malgré ses quatre roues motrices de diamètre identique, les pneus qui l'équipent sont de faible dimension pour un tracteur dont la masse peut atteindre 9 t. Son adhérence est limitée et il a même tendance, lorsque le sol est très humide, à s'embourber.